# 香港聖約翰救護機構
香港聖約翰救護機構是聖約翰救護機構設於香港的支部，始於1884年，依據香港法例第1164章運作，致力於不分種族、階級、宗教、政治立場，竭誠為人類服務。機構設有兩個主要分支：香港聖約翰救傷會（英語：Hong Kong St. John Ambulance Association）及香港聖約翰救傷隊（英語：Hong Kong St. John Ambulance Brigade）。
救傷會提供各類型的急救及家居護理訓練，與香港紅十字會及醫療輔助隊並列香港三大法律認可的急教證書課程提供者。救傷隊負責提供急救及其他有關服務，更為香港現時唯一提供24小時免費緊急救護車服務的非政府機構。市民可致電1878000召喚有關救護服務。
香港聖約翰救護機構會長為名義形式而沒有任何實際權力，現任會長是香港特別行政區行政長官李家超先生。現任香港聖約翰議院議長暨理事會主席為鍾展鴻醫生。

## 服務範圍
香港聖約翰救護機構的工作包括：
- 為公眾提供急救及緊急救護車服務。
- 為傷殘或智障人士提供服務。
- 教導市民學習急救及家居護理。

香港聖約翰救護機構致力促進和鼓勵救護服務和所有人道及慈善工作，以拯救處於危難、受苦、患病及身處險境的人、並推展法團的座右銘

## 歷史

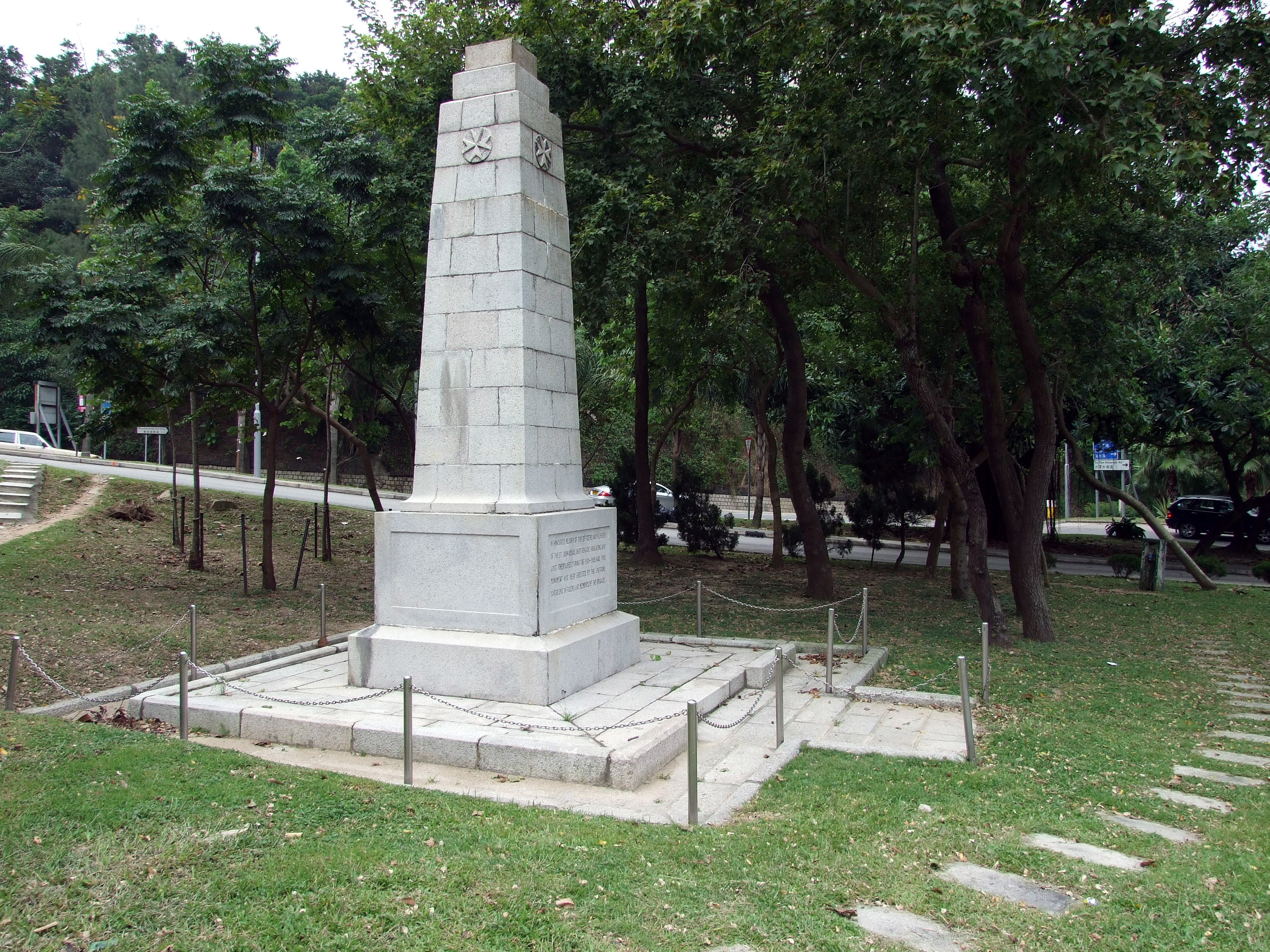
位於黃泥涌峽的聖約翰紀念碑

### 成立至抗戰期間
1884年，聖約翰救傷機構開始在香港工作，創立香港聖約翰救傷會。
1900年，香港聖約翰救傷會舉行成立典禮。由於當時救傷會與救傷隊的工作並沒有明確的區分，救傷會實際上已執行救傷隊的職務。
1911年，第一次正式紀錄由聖約翰救傷人員向公眾教授急救課程。
1913年，第一次正式向中學(聖若瑟書院)教授急救課程。
1915年，第一次世界大戰期間, 為應付急救需要, 香港望族何東家族成員何甘棠倡議成立香港聖約翰救傷隊，在得到英國聖約翰總部批准後，獨自提供資金籌組首支救傷隊，是為「香港青年會救傷支隊」。
1916年，香港聖約翰救傷隊以英國一個分區（Area）架構規模正式成立，並由羅富士先生（Mr Edwin RALPHS, KStJ, FCS, JP）出任第一任助理總監。當時共有男隊員100名，女隊員12名，其中有8位英籍長官。一切設備均由何甘棠先生捐助。同年King's Old Boys' 英皇書院舊生救傷支隊 (Sai Ying Pun School Old Boys' Division) 成立。
1919年，第一輛救護車由香港汽車會 (HK Automobile Association) 捐贈，並停泊於警署，免費服務公眾，但向私人徵收三元。
1923年，聖約翰人員成立防疫中心以應付天花疫潮。
1930年，英皇書院首任校長摩利士先生（Mr Alfred MORRIS, OStJ）接任為第二任總監。聖約翰人數增至男隊員600人，女隊員150人，救傷隊為沙灘及足球賽事提供急救服務。遠在新界，更提供醫療所及留產所服務。新界醫療人道所（NT Medical Benevolent Branch）由九間診所組成。
1935年1月25日，香港法例第313章「聖約翰救傷條例」（St. John Ambulance Ordinance）正式確立香港聖約翰救傷機構為法定團體。周文治捐建大坑總部，胡文虎及胡文豹兄弟捐建長洲聖約翰醫院。中日戰爭 (Sino-Japanese War) 期間，70名隊員被派往上海與紅十字會合作。
1936年，聖約翰救傷隊開設四間醫院（包括長洲、錦田、沙頭角、荃灣），病床由7至12張不等，並共設九間診所。同年胡文虎捐贈兩輛救護車，並財政上支持大坑總部救護車站的設立，同時承擔有關營運開支。
1937年，見習隊參加第一次的皇家檢閱（Royal Review）。
1939年，雷文先生（Mr Edward Maurice RAYMOND, CStJ）接任為第三任總監。
1941年，太平洋戰爭爆發，日軍進攻香港，開始三年零八個月的佔領。香港聖約翰救護機構在抗戰期間，為駐港英軍提供服務。在1941年12月19日開始的黃泥涌峽激戰中，日軍違反1864年日內瓦公約規定，包圍及攻擊救傷隊，向懸掛紅十字徽記的救護站炮轟，並向掛有紅十字徽記的聖約翰救傷隊隊員開槍，更甚者有聖約翰隊員從防空洞走出投降後被殺，只有兩日的黃泥涌戰役已有許多隊員殉難。至25日晚上9時45分，香港正式淪陷。在短短十數日中，有超過一百名聖約翰救傷隊成員殉職，由於死傷眾多，淪陷後救傷隊即時被迫解散。黃泥涌峽聖約翰紀念碑因此而立。每年十一月第二個星期日，香港聖約翰救傷隊均會舉行悼念儀式，弔念當年英勇犧牲的救傷隊隊員。

### 香港重光至香港主權移交
1945年，香港重光後，雷文總監立即重組救傷隊。但戰後聖約翰損失了所有財產及設備，由於財政關係，會方同意將所有醫院及診所交給政府管理，並只專注於急救及救護車服務。
1947年，雷文總監在任時去世，夏高理先生（Mr A. D. el ARCULLI, OBE, KStJ）接任為第四任總監。救傷隊重組並升格為英國聖約翰救傷隊（海外部）的一個區域（District）。胡文虎財政上支持重建大坑總部及捐贈一輛救護車予香港分區，同時負責該救護車之所有開支費用。九龍總商會則捐贈一輛救護車予九龍分區。夏高理在任期間，成立了「巡迴醫療服務」（Penetration Squad），透過水警協助在每星期日向鄉郊及離島的漁村居民提供免費醫療、牙科及防疫注射服務，其服務範圍及模式是全世界聖約翰救傷組織獨有的。
1948年，香港聖約翰救傷隊見習隊成立，取名為「亞伯拉罕見習支隊」及「施利文見習支隊」，後因資源問題解散。
1949年10月24日，香港聖約翰議會（Council of the Order of St. John in Hong Kong）成立，由當時的警務處處長麥景陶（Mr Duncan William Macintosh）出任主席。
1949年，中共建國，大量難民湧往香港，聖約翰救傷隊隊員被委派擔任救護工作。
1953年，石硤尾木屋大火，聖約翰救傷隊隊員協助救災。
1951年，麥景陶 (Sir Duncan William MacIntosh, KCMG, OBE, KStJ) 接任為第五任總監，救傷隊內部改組為港島分區（Hong Kong Island Area）及九龍分區（Mainland Area），由香港區總部（Hong Kong District Headquarters）管理。當時共有隊員1,418名。香港聖約翰救傷隊見習隊重組。蒙巴頓伯爵夫人護士見習支隊在2月1日註冊成立，成為重組後第一支護士見習支隊。
1951年6月29日，香港法例第1047章《聖約翰榮譽團條例》（Order of St. John Ordinance）正式確定香港聖約翰議會的成立及指定其法定權力。
1953年，麥景陶總監退休，馮秉芬 (Sir Kenneth FUNG Ping-fan, CBE, KStJ, JP) 接任為第六任總監。馮秉芬總監在任期間，窩打老道的九龍分區總部建成。
1957年，座落麥當勞道二號的香港總部由當時港督葛量洪爵士於5月10日主持奠基儀式。大坑道總部改為香港分區總部。
1958年，蔣法賢醫生 (Dr TSEUNG Fat-im, OBE, KStJ, JP) 接任為第七任總監。蔣法賢總監在任期間，翻譯了首本中文版急救學手冊《傷者救急學》。
1960年8月，牙科組正式成立。聖約翰基於財政理由關閉兩個救護車站。後來在獲得星島報業胡仙女士的資助下，繼續維持一個救護車站及免費救護車服務。星島報業並且贊助北角救傷隊。
1963年，盧樂夫（Mr Norman Garner ROLPH, OStJ）接任為第八任總監。盧樂夫總監在任期間，元朗及上水鄉紳捐贈了兩輛救護車，在新界區提供救護車服務，後來因經費短絀而停止。
1966年，何東爵士長孫何鴻章(Mr Eric HOTUNG, CBE, CStJ) 接任為第九任總監。
1967年，聖若瑟救傷見習支隊在11月1日註冊成立，成為重組後首支救傷見習支隊。
1968年，布達勞上校（Colonel Henrique Alberto de Barros BOTELHO, OBE, ED, OStJ）接任為第十任總監。
1971年，何福堂混合見習支隊在6月11日註冊成立，成為首支男女混合見習支隊。
1979年，趙公輔先生(Mr CHIU Kung-phoo Leonard, OBE, KStJ, JP) 接任為第十一任總監。趙公輔總監在任20年期間，積極拓展在新界的服務，並在港九新界不同區域建立了六個支隊總部、策劃重建麥當勞道二號香港聖約翰救護機構總部、改組救傷隊架構、推行賣旗籌款活動等等。
1986年，見習隊共有長官及隊員1,039名，分別來自12支救傷見習支隊、15支護士見習支隊及4支混合見習支隊。
1991年，聖約翰救傷會主席李福權先生率領一行15人往北京訪問，會見了港澳辦副主任陳滋英，並謂1997年主權移交後香港聖約翰機構將會自英國聖約翰救護機構獨立，由原來向英女皇效忠改為向特區首長效忠及為香港市民服務。此外在1997年主權移交後，特區政府會繼續津貼聖約翰六成經費，所有運作如常進行。
1992年，舊有的總部已不能迎合日益殷切的需求，聖約翰機構認為需要更多及更佳的設施，為公眾提供更高水準的服務。同時聖約翰機構明白財政獨立的重要性，期望減少對政府及公益金撥款之依賴，麥當勞道總部拆卸重建，臨時總部7月起設於柴灣。
1993年，香港聖約翰救傷隊見習隊成為香港青年獎勵計劃（原稱愛丁堡公爵獎勵計劃）執行小組（User Unit）。上水救護車站正式啟用。同年7月6日，見習隊上水辦事處亦正式啟用。
1994年，樂善堂混合見習支隊(前為樂善堂救護見習支隊) 在11月6日註冊成立並舉行成立典禮，成為第一支公開見習支隊。
1996年，香港聖約翰救傷隊重組。位於麥當勞道的新香港總部正式落成使用。《香港聖約翰救傷隊隊例》（General Regulations of the Hong Kong St. John Ambulance Brigade）經理事會確認後正式生效，其後在1998年整理後付印。
1997年，香港主權移交。1997年6月27日，香港法例第1164章《香港聖約翰救護機構法團條例》（Hong Kong St. John Ambulance Incorporation Ordinance）生效。香港聖約翰理事會、救傷會及救傷隊完全合併，成為一個獨立法團存在於香港。7月1日，香港聖約翰救護機構正式脫離英國聖約翰救護機構，成為獨立的聖約翰組織，同年8月正式改用本地自行編寫的隊例，放棄了沿用多年的英國聖約翰救傷隊海外支部隊例。

### 香港主權移交至今
1999年，胡文棨先生 (Mr WOO Man-kai, BEM, CStJ, JP) 接任為第十二任總監並委任陳焯生先生 (Mr CHAN Cheuk-sang, MBE, KStJ) 為副總監。
2000年5月8日，胡文棨離任，理事會委任副總監陳焯生出任署理總監。王祖耀醫生及馬正興醫生於同年2月1日分別出任高級助理總監(行政)及高級助理總監(行動)。同年6月24日，理事會委任陳焯生為第十三任救傷隊總監。鑑於眾多位於新界區的中學申請成立救傷隊見習支隊，九龍及新界總區見習隊分區於7月1日正式重組，由六個聯隊增加至九個聯隊。香港聖約翰救傷會自行編撰的中文版《急救課程手冊》正式面世。
2001年，醫療總區改組為訓練總區，並負起救傷隊的比賽、考試、訓練、招募及延續訓練等任務。總部總區、港島總區和九龍及新界總區亦因此而須重組。5月初，香港聖約翰救護機構網頁正式面世。
2002年，港島總區見習隊分區於1月21日正式重組，由二個聯隊增加至三個聯隊。
2007年5月1日，港島總區和九龍及新界總區的兩個見習隊分區合併成為一個新的總區，正名為「香港聖約翰救傷隊少青團」（St. John Ambulance Brigade Cadet Command），並委任范強醫生為首任助理總監。11月14日，訓練總區和總部總區合併並保留「總部總區」之名字。
2008年，陳焯生總監於11月12日逝世，理事會委任副總監馬正興醫生(Dr. Stanley Ma) 署任總監。
2010年1月19日，理事會正式委任馬正興醫生(Dr MA Ching-hing, Stanley, BBS, CstJ)為救傷隊第十四任總監。8月1日，牙科分區獨立成為牙科總區。10月1日，甄榮達醫生成為回歸後首任總醫官，職級為助理總監。
2011年6月1日，總監辦公室重組，廖志強先生成為首任總監辦公室助理總監。10月，港島總區與九龍及新界總區行政分區轄下的救護車、運輸及通訊組合併後撥歸總部總區成為分區。
2012年，救護服務調派中心及24小時求助熱線(1878000)正式開始使用。小約翰團(St. John Pandas)成立，於小學開設支隊。7月1日，九龍及新界總區分拆為九龍總區和新界總區，轄下的分區按地域劃分，同時支隊亦重整為男女混合支隊。
2013年1月1日，少青團重組，新界區的支隊原則上按所在地域分出成為D分區。2月1日，總部總區救護車、運輸及通訊分區改為由高級助理總監（行動）直接指揮。12月3日少青團再次重組，由 Cadet Command 改為 Youth Commands，並設立少青團港島及九龍總區和少青團新界總區。
2015年3月1日, 香港聖約翰議院(St. John Priory of Hong Kong) 成立。6月1日，少青團行政分區重組，於少青團港島及九龍總區和少青團新界總區分別設立行政分區並獨立運作。
2016年2月15日，Uniform Manual for Hong Kong St. John Ambulance Brigae (1st Edition) 正式發出。6月8日，總監辦公室重組，分為4部及8組。6月15日，少青團兩個總區改名為「港島及九龍少青團 Youth Command (Hong Kong Island & Kowloon);Y/H&K」及「新界少青團 Youth Command (New Territories);Y/NT」。8月1日，新界少青團重組，每個行動分區(新界東分區及新界西分區)由3個聯隊增至4個聯隊。11月25日，總監馬正興醫生退休，並由理事會委任潘新標先生為第十五任總監。
2017年3月30日，「救傷隊隊例 (Brigade General Regulations)」及「Uniform Manual for Hong Kong St. John Ambulance Brigade (2nd Edition)」上載於內聯網內。4月1日，港島總區，九龍總區，新界總區及牙科總區重組。救護車、運輸及通訊分區升格為救護車及運輸總區。11月1日，港島及九龍少青團重組。
2018年3月21日，總部總區重組。7月1日，救傷隊新增高級助理總監(質素保證)一職。
2019年12月18日，總醫官辦公室的英文名稱由「Principal Surgeon's Office」改為「Principal Medical Officer's Office」，而醫官的英文名稱由「Surgeon」改為「Medical Officer」，官階的英文名稱由「ASupt(Surg)」改為「ASupt(Medical)」。
2020年1月1日，「總部總區（Headquarters Command)」重整為「訓練總區(Training Command)」，「總監辦公室(Commissioner's Office)」重整為「支援總區(Support Command)」。1月24日，高級助理總監(少青事務)范強醫生退休，並由游樹峯先生接任。4月1日，樂隊解散。7月1日，救護車及運輸總區重組。11月24日，救傷隊制定了「各總區制定週年比賽規則的指引」。
2021年1月19日，救傷隊制定了「處理與財務相關事宜的指引」。

## 組織

### 香港聖約翰議院（The St. John Priory of Hong Kong）
香港聖約翰議院於2015年3月1日正式成立，因為香港聖約翰救護機構由一個「地區」（Association）擢升為「議院」（Priory）。議院與理事會以雙軌運作，主要負責負責禮儀事項、參與國際事務。

#### 歷任議長（Prior of The St. John Priory of Hong Kong）
- 莫禮富醫生（2015年—2017年）

#### 現任議長
- 鍾展鴻醫生（2017年—）

### 聖約翰救護機構理事會（St. John Ambulance Council）
聖約翰救護機構理事會是香港聖約翰救護機構的最高管轄組織，負責制定政策、籌集經費、資源分配、統籌及支援救傷會和救傷隊的一切活動。

#### 歷任主席（Council Chairman）
- 麥景陶Duncan William Macintosh（1949年—1952年）
- 賓臣 Donovan Benson（1953年）
- 高德 F. S. Coote（1954年—1955年）
- 端納 Michael W. Turner（1956年—1958年）
- 鍾士 J. R. Jones（1962年）
- 泰利 C. E. M. Terry（1963年）
- 馮秉芬爵士（1971年）
- 奇士域 Henry Keswick（1974年）
- 蔡永業醫生（1975年—1976年）
- 馬登 John L. Marden（1976年—1987年）
- 蔡永善醫生（1987年—2002年）
- 王祖耀醫生（2002年—2011年）
- 莫禮富醫生（2011年—2017年）

#### 現任主席
- 鍾展鴻醫生（2017年—）

### 聖約翰救傷會（St. John Ambulance Association）
救傷會總監評議會負責制定救傷會的各項政策，確保訓練課程能順利進行。
救傷會是機構的教學分支，現有超過600名義務講師，當中包括醫生及護士，提供各類型的急救及家居護理訓練。聖約翰救傷會負責教導市民從理論及實踐兩方面學習急救、家居護理及其他有關學科，並負責編製、刊印及分發課本及其他教材，以便教學。此外，救傷會亦為學員舉行考試，合格的學員可獲頒發有關學科的証書。大部份課程及考試均會在麥當勞道二號總部大樓舉行。救傷會亦會因應需要派講師前往商業機構、志願團體及學校講授急救。成人急救証書課程亦安排在九龍及新界的聖約翰救傷會訓練中心內舉行。

#### 歷任總監（Director）
- 胡惠德醫生（1952—1955年）
- 郭贊（1956—1958年）
- 伍秉堅（1971—1975年）
- 活特（A. E. H. Wood，1975—1976年）
- 屈臣（F. M. Watson，1976—1980年）
- 蔡永善醫生（1980—1987年）
- 李福權醫生（1987—1992年）
- 李仲賢醫生（1993—2002年）
- 莫禮富醫生，KStJ（2002—2005年）
- 林祖怡醫生（2005—2011年）
- 鍾展鴻醫生，KStJ（2011—2017年）

#### 現任總監
- 李國棟醫生 ，GBS，CStJ，JP（2017年—）

### 聖約翰救傷隊（St. John Ambulance Brigade）

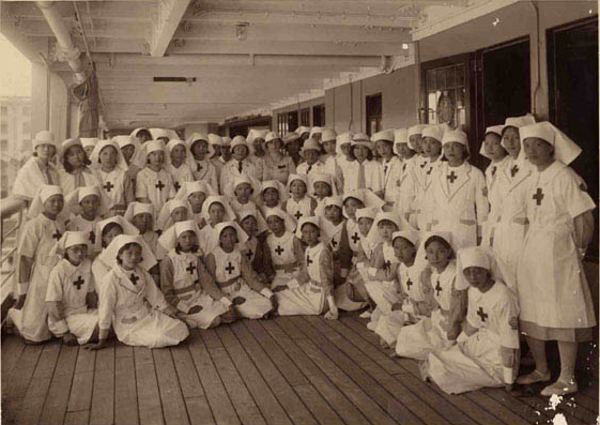
1930年代聖約翰救傷隊的成員合照

救傷隊是機構的服務分支，在總監的領導下，現時約有7,000名接受過專業訓練、穿著制服的義務工作人員，在公共場所為市民提供急救及其他有關服務。聖約翰救傷隊負責組織、訓練年青人及成人，並配予裝備，使他們能夠單獨或以小組形式執行急救、護理及有關工作，達到幫助別人、造福社會的目的，此類服務是完全免費的。

#### 歷任總監（Commissioner）
* 羅富士先生 Mr Edwin RALPHS, KStJ, FCS, JP（1916年—1930年）
- 莫禮仕先生 Mr Alfred MORRIS, OStJ（1930年—1939年）
- 雷文先生 Mr Edward Maurice RAYMOND，CStJ（1939年—1947年）
- 夏高理先生（Nr A. D. el ARCULLI, OBE, KStJ（1947年—1951年）
- 麥景陶爵士 Sir Duncan William MACINTOSH，KCMG, OBE, KStJ（1951年—1952年）
- 馮秉芬爵士 Sir Kenneth FUNG Ping-fan, CBE, KStJ, JP（1953年—1958年）
- 蔣法賢醫生 Dr TSEUNG Fat-im,OBE, KStJ, JP（1958年—1963年）
- 盧樂夫先生 Mr Norman Garner ROLPH，OStJ（1963年—1966年）
- 何鴻章先生 Mr Eric HOTUNG, CBE, CStJ（1966年—1968年）
- 布達勞上校 Colonel H. A. de Barros BOTELHO，OBE, ED, OStJ（1968年—1979年）
- 趙公輔先生 Mr CHIU Kung-phoo Leonard, OBE, KStJ, JP（1979年—1999年）
- 胡文棨先生 Mr WOO Man-kai, BEM, CStJ, JP（1999年—2000年）
- 陳焯生先生 Mr CHAN Cheuk-sang, MBE, KStJ（2000年—2008年）
- 馬正興醫生 Dr MA Ching-hing Stanley, BBS, CStJ（2008年—2016年）
- 潘新標先生 Mr Alfred Poon Sun-biu, CStJ（2016年—2022年）
- 蘇平翬醫生 Dr Alfred So Ping-Fai, MH, CStJ (2022年-02/2025年）

#### 現任總監
- 總監-游樹峯先生 KStJ

#### 聖約翰救傷隊少青團
聖約翰救傷隊少青團的目標是訓練12至18的青少年學習基本的急救技能及家居護理常識。少青團特別著重於培養隊員個人崇高的品格、合群的精神，藉此發展隊員健全的身心，並鼓勵隊員善用課餘時間，培養他們學習社交及實用的技能，如道路及家居安全、社區關懷等，隨時準備服務社會。此外，少青團更能為成人救傷隊培植接班人員。目前所有少青團支隊皆附設於港九及新界各中學內。少青團的活動多樣。隊員除可參加領袖訓練課程外，還可參加不同的技能課程，如防火、獨木舟、露營、拯溺、攀山、地圖閱讀及烹飪課程等。少青團隊員亦會因應外間機構的要求，協助慈善團體賣旗籌款及舉辦各項社區活動。隊員透過定期參與公益性服務，如老人提供健康檢查服務、醫院探訪、殘疾人士服務計劃及兒童聯歡會等，培養隊員服務社會的精神。此外，少青團隊員更可跟隨成人救傷隊隊員於假日在海灘、足球場及在校內運動會當值。另外，少青團每年均舉辦大型週年活動，如入隊宣誓儀式，結業閱操、週年急救學／家居護理學比賽及週年檢閱。
根據於2007年4月3日所發出的第26期行政通告，港島總區、九龍及新界總區的見習隊分區合併成為一個總區，並正名為「少青團」。香港聖約翰救傷隊少青團於2007年5月1日正式成立。同年4月24日發出的第27期行政通告亦確立了主要長官之崗位。

#### 聖約翰救傷隊救護服務調派中心
聖約翰救傷隊救護服務調派中心（St. John Ambulance Control Centre，縮寫SJACC）於2012年1月1日正式啟用，現行三個救護站的召喚熱線電話統一為1878000，以増加調派靈活度。
三家聖約翰救護站分別位於：
- 香港區—銅鑼灣大坑道2號
- 九龍區—何文田公主道10號
- 新界區—上水天平路28號

#### 急救當值服務
救傷隊的男女隊員來自社會各行各業，全部均為志願人士，義務為公眾人士於大型活動或人群聚集的場合如運動會、賽馬日、足球比賽、步行籌款等提供急救或其他有關服務。因此，急救當值服務大多只能限於週末及公眾假期進行。

#### 為殘疾人士而設的牙科服務
聖約翰救傷隊設有牙科診所，由牙科總區轄下的義務牙醫輪流當值，為殘疾人士提供免費牙科護理。此外，牙科總區亦舉辦戶外的牙科保健活動，並為其他慈善團體提供牙科護理。香港聖約翰是全球聖約翰機構中唯一設有牙科診所的屬會，診所每週星期一、二、四晚上及星期日上午提供服務。為方便殘疾人士來往診所，牙科總區備有小巴接載服務對象來往診所。

#### 香港聖約翰救傷隊各部門
總監辦公室
- 行動部門（港島總區）

在助理總監統領下，港島總區下設有三個分區，包括：
- - 行政分區：負責總區內所有訓練、人事管理、委任、財務、倉務、行動等工作，由一名總監督管理
  - 港島東分區：負責統領該分區內的所屬聯隊，由一名總監督管理
    - 港島東第一聯隊
      - 北角A支隊（North Point A Division）
      - 北角B支隊（North Point B Division）
      - 筲箕灣支隊（Shaukiwan Division）
      - 筲箕灣街坊支隊（Shaukiwan Kai Fong Division）
      - 東方支隊（Eastrern Division）

    - 港島東第二聯隊
      - 中央A隊（Central A Division）
      - 銅鑼灣支隊（Causeway Bay Division）
      - 孔聖支隊（Confucian Division）
      - 灣仔支隊（Wanchai Division）
      - 南華體育會支隊（SCAA Division）

    - 港島東第三聯隊
      - 鰂魚涌支隊（Quarry Bay Division）
      - 中央B隊（Central B Division）
      - 中區支隊（Central District Division）
      - 文宣支隊（Manshuen Division）

- - 港島西分區：負責統領該分區內的所屬聯隊，由一名總監督管理
    - 港島西第一聯隊
      - 英皇支隊（King's Division）
      - 英皇書院舊生支隊（KCOB Division）
      - 香港青年會支隊（HKYMCA Division）
      - 西區支隊（Western Division）
      - 堅尼地城支隊（Kennedy Town Division）

    - 港島西第二聯隊
      - 香港仔支隊（Aberdeen Division）
      - 漁民福利促進會A支隊（FFWPA A Division）
      - 漁民福利促進會B支隊（FFWPA B Division）
      - 西南支隊（Sih Nan Division）
      - 鐘聲慈善社支隊（Chung Sing B.S. Division）

- 行動部門（九龍總區）

在助理總監統領下，九龍總區下設有三個分區，包括：
- - 行政分區：負責總區內所有訓練、人事管理、委任、財務、倉務、行動、救護車運輸及支援等工作
  - 九龍東分區：負責統領九龍東區內的所屬聯隊
    - 九龍東分區第一聯隊
      - 九龍支隊        （Kowloon Division）
      - 九龍城支隊      （Kowloon City Division）
      - 窩打老A支隊     （Waterloo A Division）
      - 窩打老B支隊     （Waterloo B Division）

    - 九龍東分區第二聯隊
      - 九龍青年會A支隊 （KYMCA A Division）
      - 九龍青年會B支隊 （KYMCA B Division）
      - 觀塘支隊        （Kwun Tong Division）
      - 黃大仙支隊      （Wong Tai Sin Division）

  - 九龍西分區：負責統領九龍西區內的所屬聯隊
    - 九龍西分區第一聯隊
      - 尖沙咀支隊      （Tsim Sha Tsui Division）
      - 旺角A支隊       （Mong Kok A Division）
      - 旺角B支隊       （Mong Kok B Division）
      - 油麻地支隊      （Yaumati Division）
      - 佐敦支隊        （Jordan Division）

    - 九龍西分區第二聯隊
      - 港華支隊        （Kong Wah Division）
      - 深水埗A支隊     （Sham Shui Po A Division）
      - 深水埗B支隊     （Sham Shui Po B Division）
      - 深水埗街坊支隊  （Sham Shui Po Kai Fong Division）
- 行動部門（新界總區）

在助理總監統領下，新界總區下設有三個分區，包括：
- - 行政分區：負責總區內所有訓練、人事管理、委任、財務、倉務、行動、救護車運輸及支援等工作
  - 新界東分區：負責統領新界東區內的所屬聯隊
  - 新界西分區：負責統領新界西區內的所屬聯隊

分區最高負責人為總監督，其下有聯隊高級監督及監督協助統領所有支隊之長官及隊員。港島、九龍及新界總區均設特遣隊（Special Task Force，簡稱STF）以動員應付大型災難時的救災任務。
- 行動部門（少青團）

在助理總監統領下，設有五個分區，包括：
- - 行政分區：負責少青團內所有人事管理、委任、財務、訓練、發展、比賽、倉務、後勤支援、社會服務及當值等工作
  - 少青團分區（H、K、NTE及NTW）：負責統領總區內所有男女少青團隊員（救護、護士、混合見習支隊）

分區最高負責人為總監督，其下有聯隊高級監督及監督協助統領所有支隊之長官及隊員。
- 總部總區

在助理總監統領下，設有六個分區，包括：
- - 行政分區：負責管理救傷隊樂隊、財務、福利及倉務等工作
  - 比賽及考試分區：負責救傷隊比賽、考試及傷者偽裝等工作
  - 內地及海外事務分區
  - 救傷隊訓練學校：負責救傷隊隊員招募及訓練、為現役的救傷隊長官及隊員延續訓練的工作

- 牙科總區

在助理總監統領下，設有兩個分區，包括：
- - 行政分區：負責管理牙科總區的財務、紀錄、訓練、招募及發展的工作
  - 行動分區：負責管理牙科總區的物資供應、病人服務、診所管理、牙科健康推廣、運輸等工作

- 救護車及運輸總區

在助理總監統領下，設有兩個分區，包括：
- - 行政分區：負責管理總區的倉庫、財務、當值、訓練及服務質素的工作
  - 救護車分區：負責管理救傷隊三個救護站及救護車調配中心（SJACC）的行政及支援工作
  - 運輸分區：負管理救傷隊所有車輛

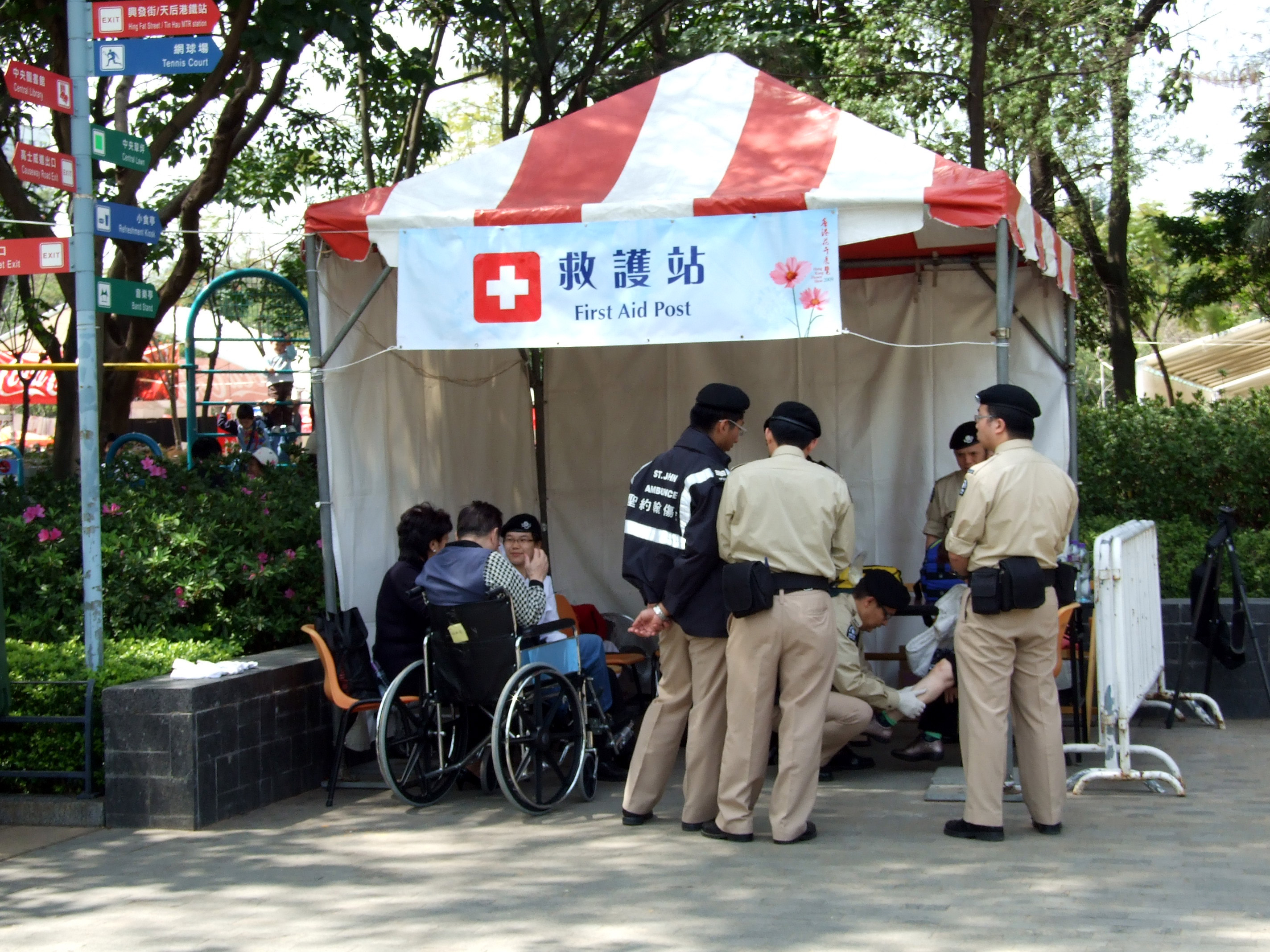
在2009年香港花卉展覽當值的聖約翰救傷隊
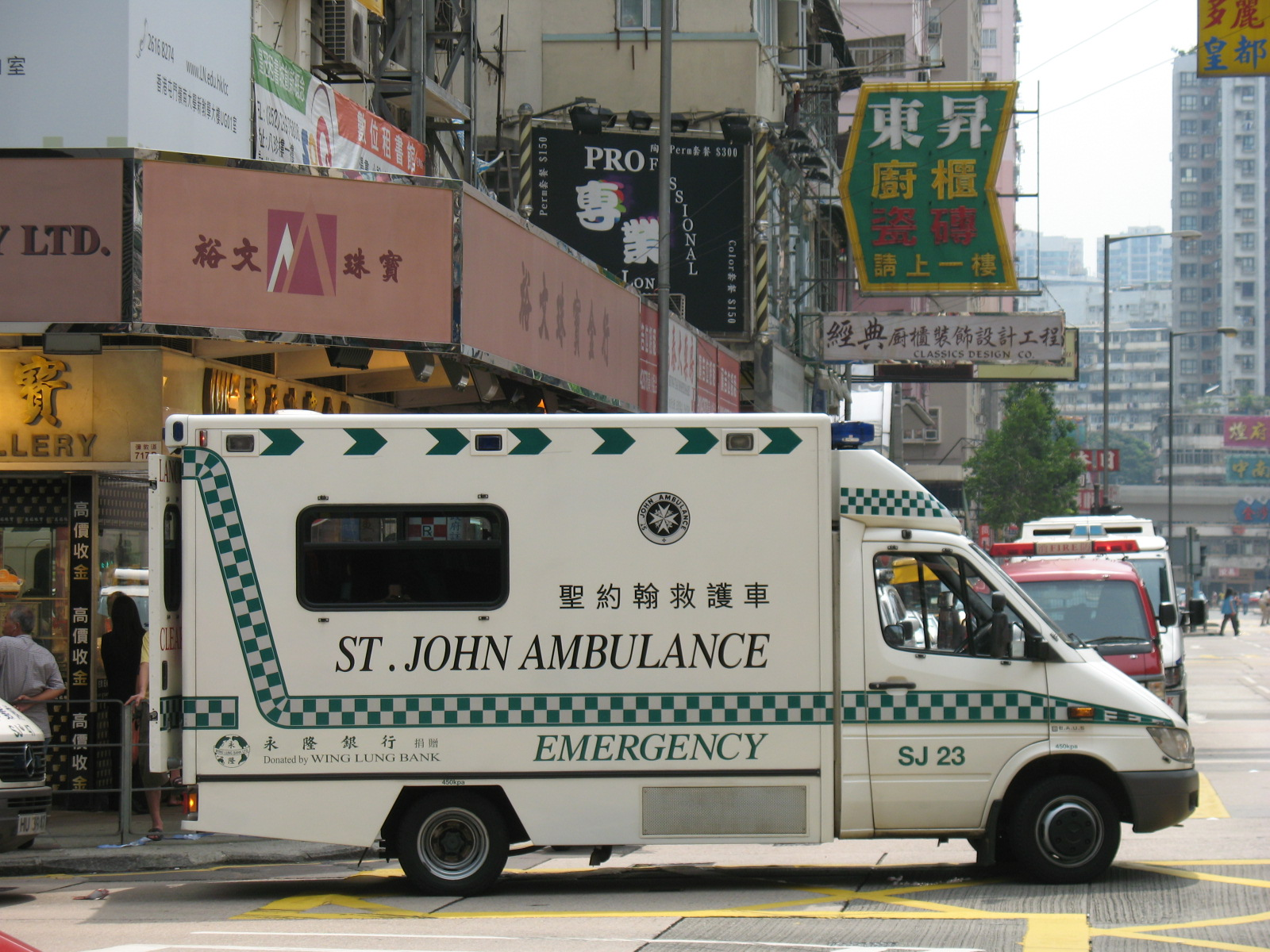
聖約翰救護車 SJ 23
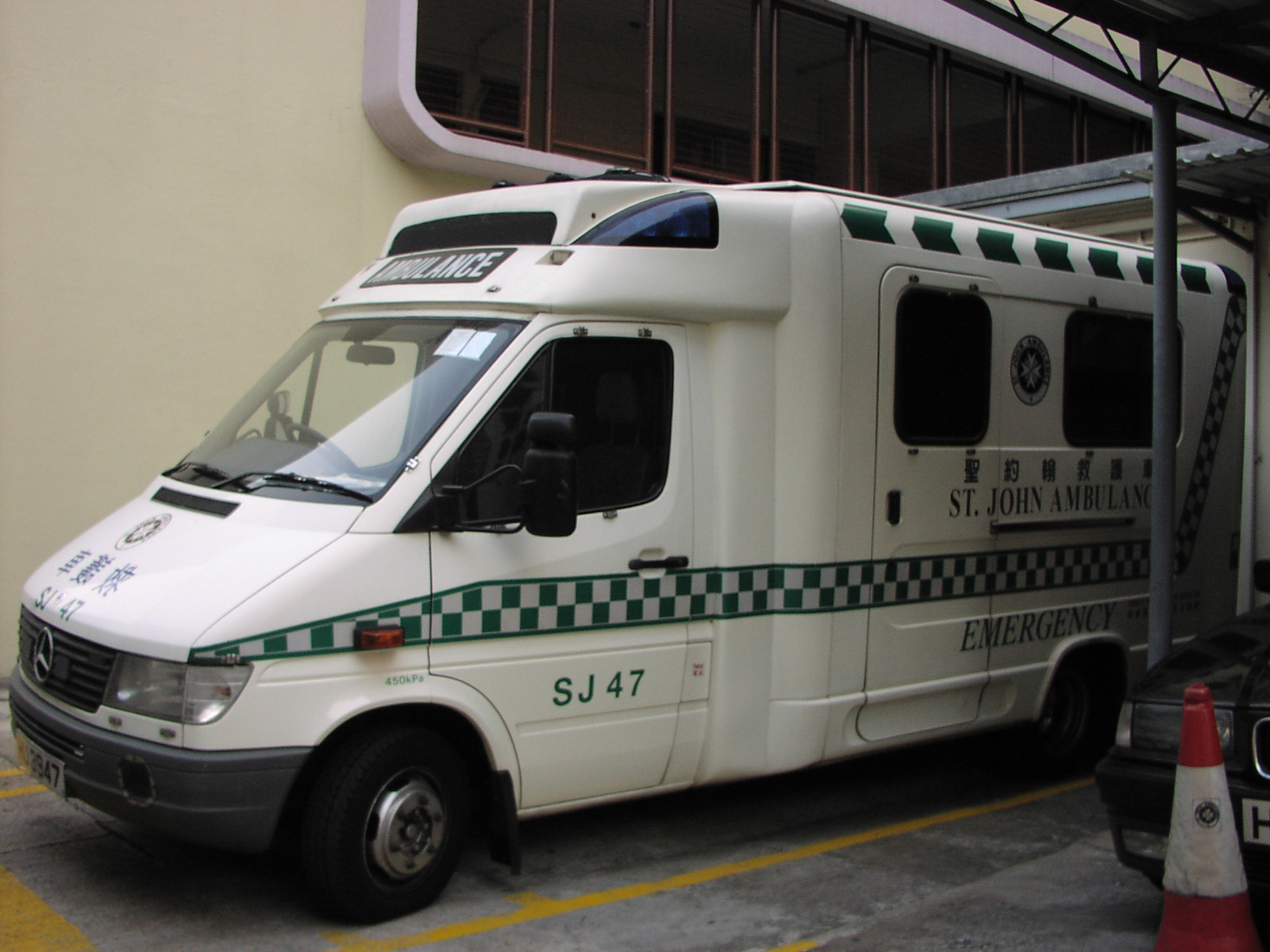
聖約翰救護車 SJ 47

## 總部及訓練中心
香港聖約翰救護機構總部
- 香港麥當勞道 2 號聖約翰大廔

總區總部及訓練中心
- 港島總區總部：香港銅鑼灣大坑道  2 號

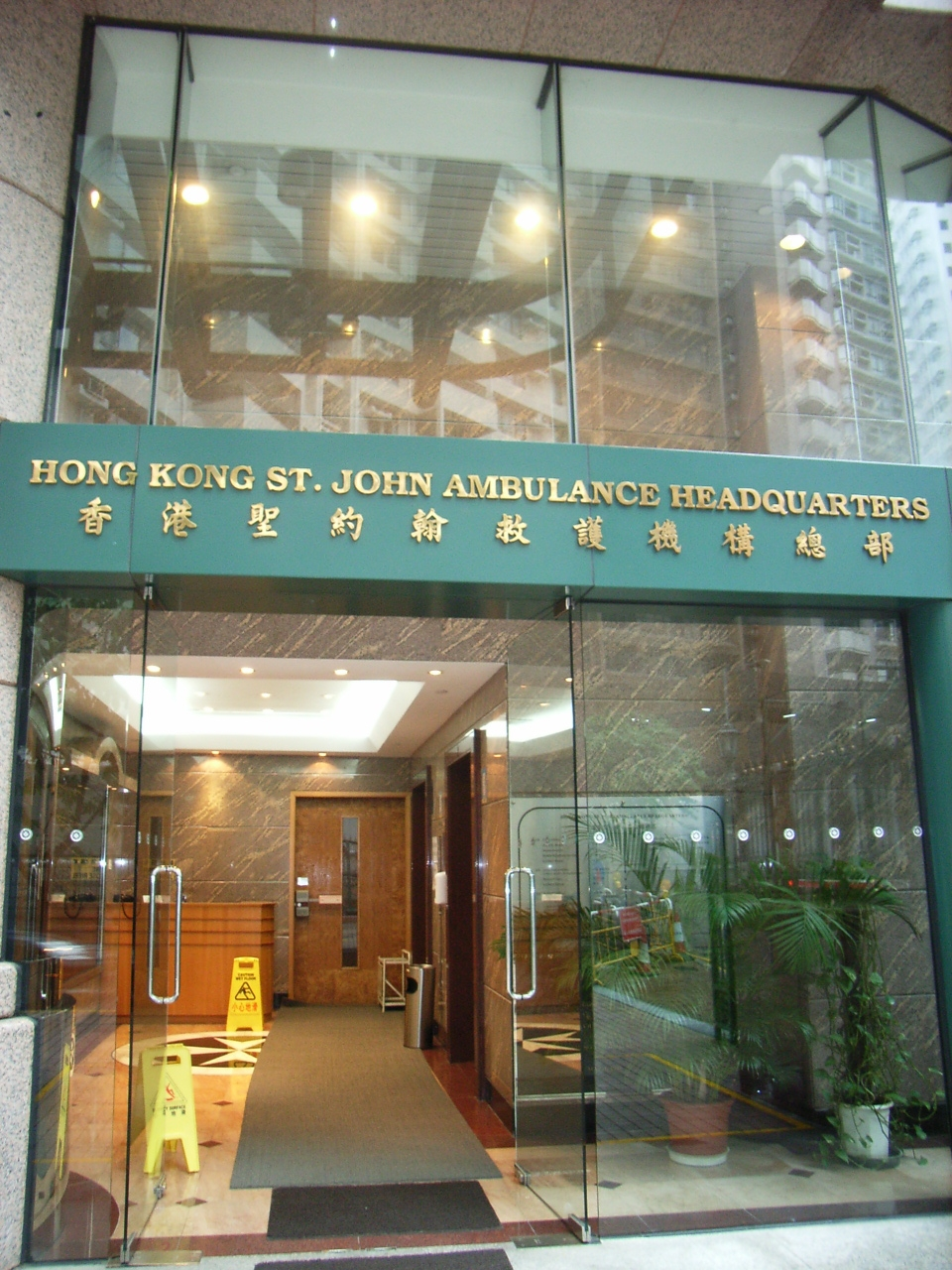
麥當勞道2號聖約翰大樓

- 九龍及新界總區總部：九龍窩打老道 104 號

支隊總部及訓練中心
- 大坑：香港銅鑼灣大坑道  2 號
- 沙田：沙田瀝源邨榮瑞樓 139-140 號地下
- 大埔：大埔大元邨泰欣樓 2-3 號地下
- 北區：上水彩園邨彩麗樓 124-128 號地下
- 荃灣：荃灣石圍角邨石葵樓 1-2 號地下
- 屯門：屯門友愛邨愛德樓 142-143 號地下
- 元朗：元朗水邊圍邨泉水樓 6-7 號地下
- 石排灣：石排灣邨碧銀樓平台三號單位
- 葵青：葵涌祖堯邨啟謙樓 2 樓

聖約翰救傷隊救護站
- 香港區（HKAD）：銅鑼灣大坑道 2 號
- 九龍區（KLAD）：公主道 10 號
- 新界區（SSAD）：上水天平路 28 號

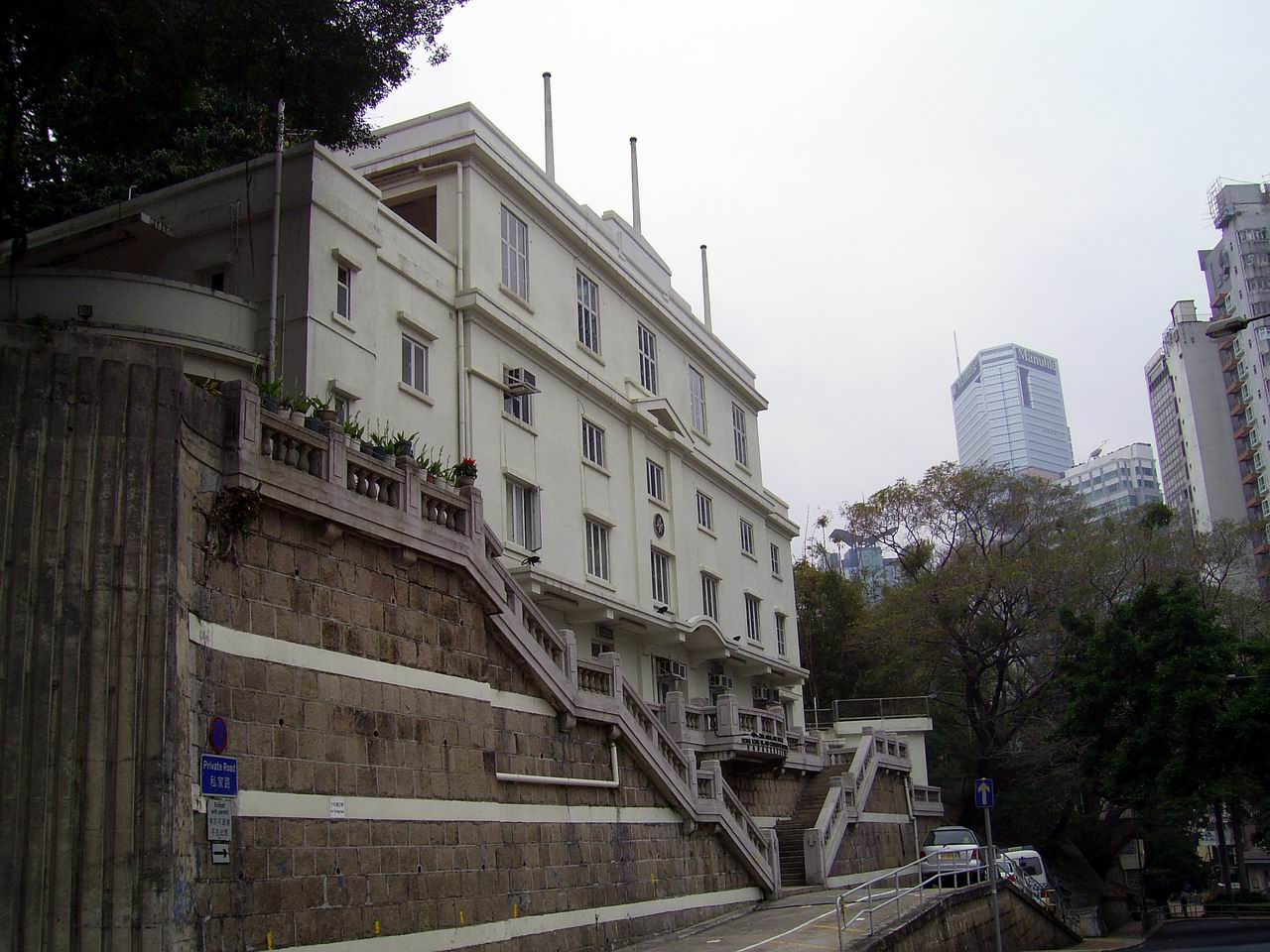
港島總區總部
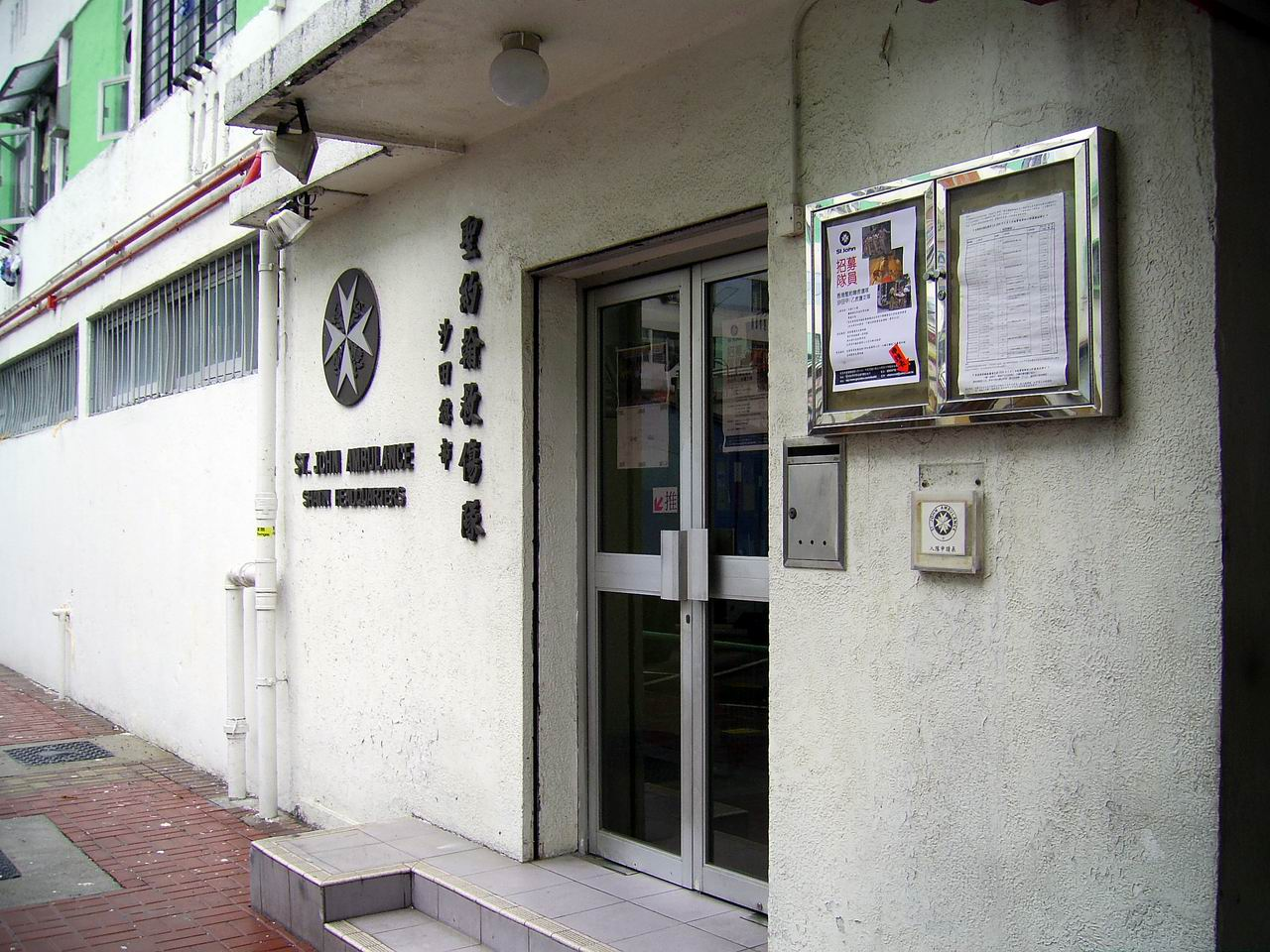
沙田支隊總部
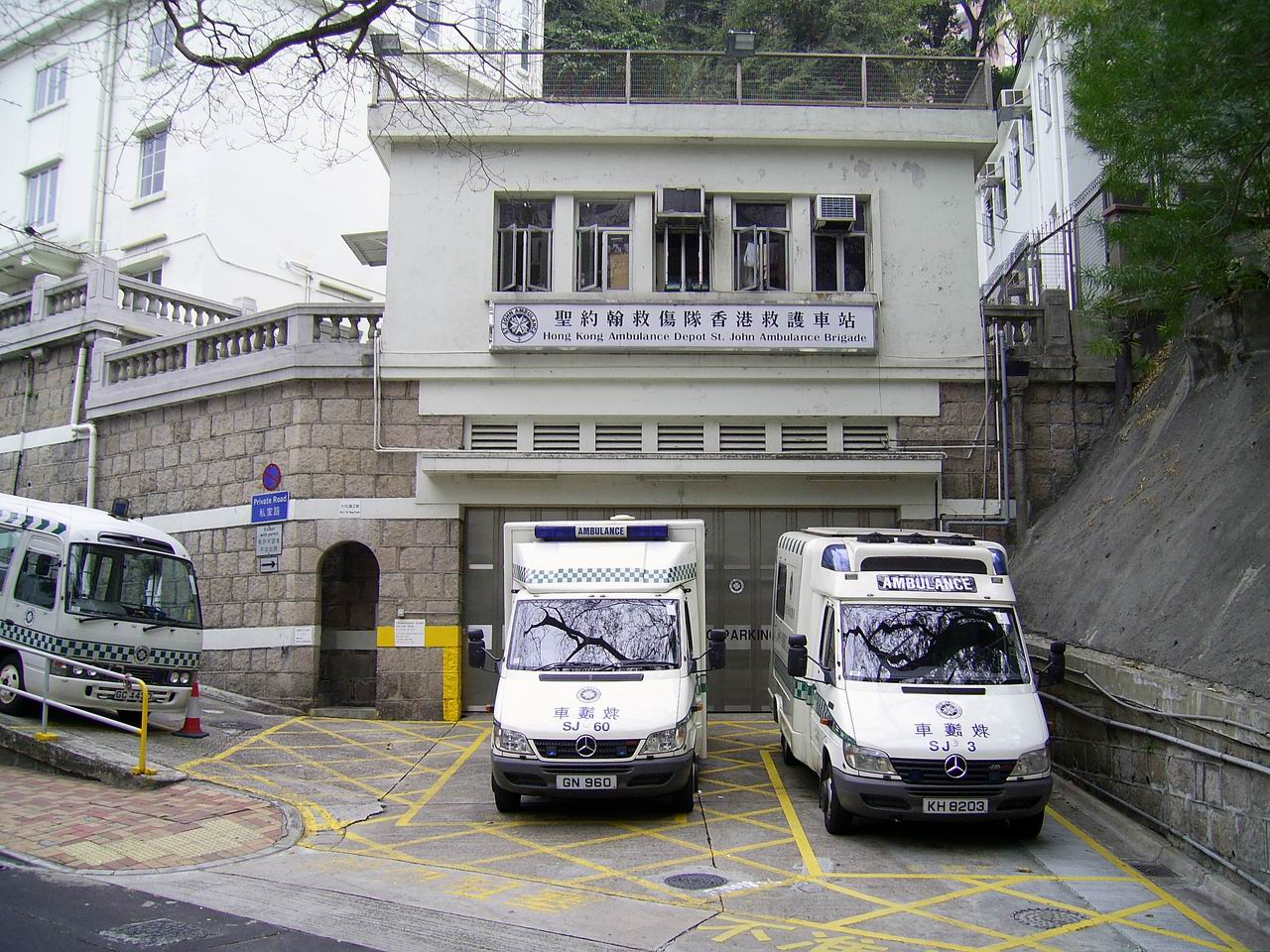
位於銅鑼灣大坑道的救護車站
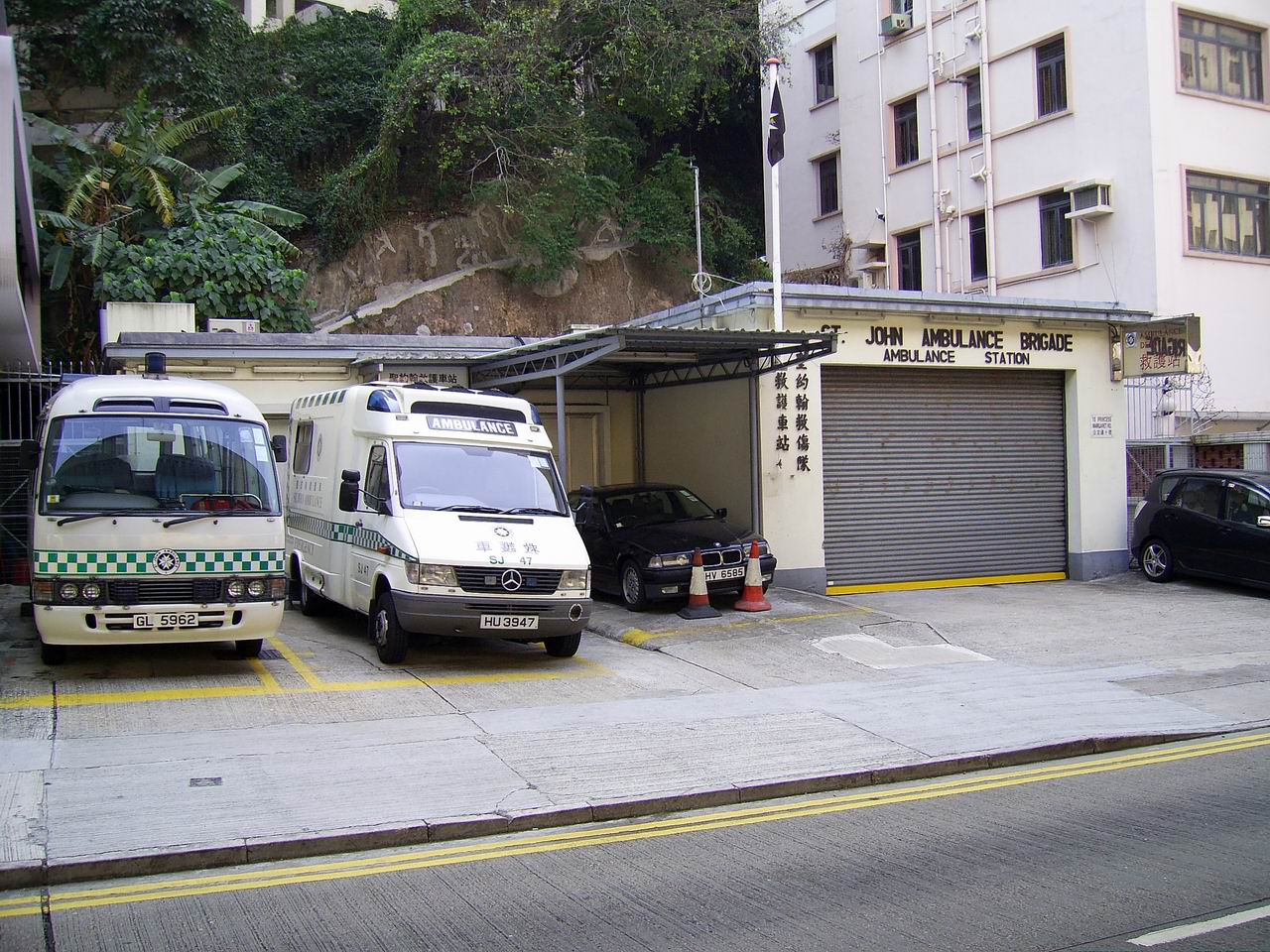
位於旺角公主道的救護車站
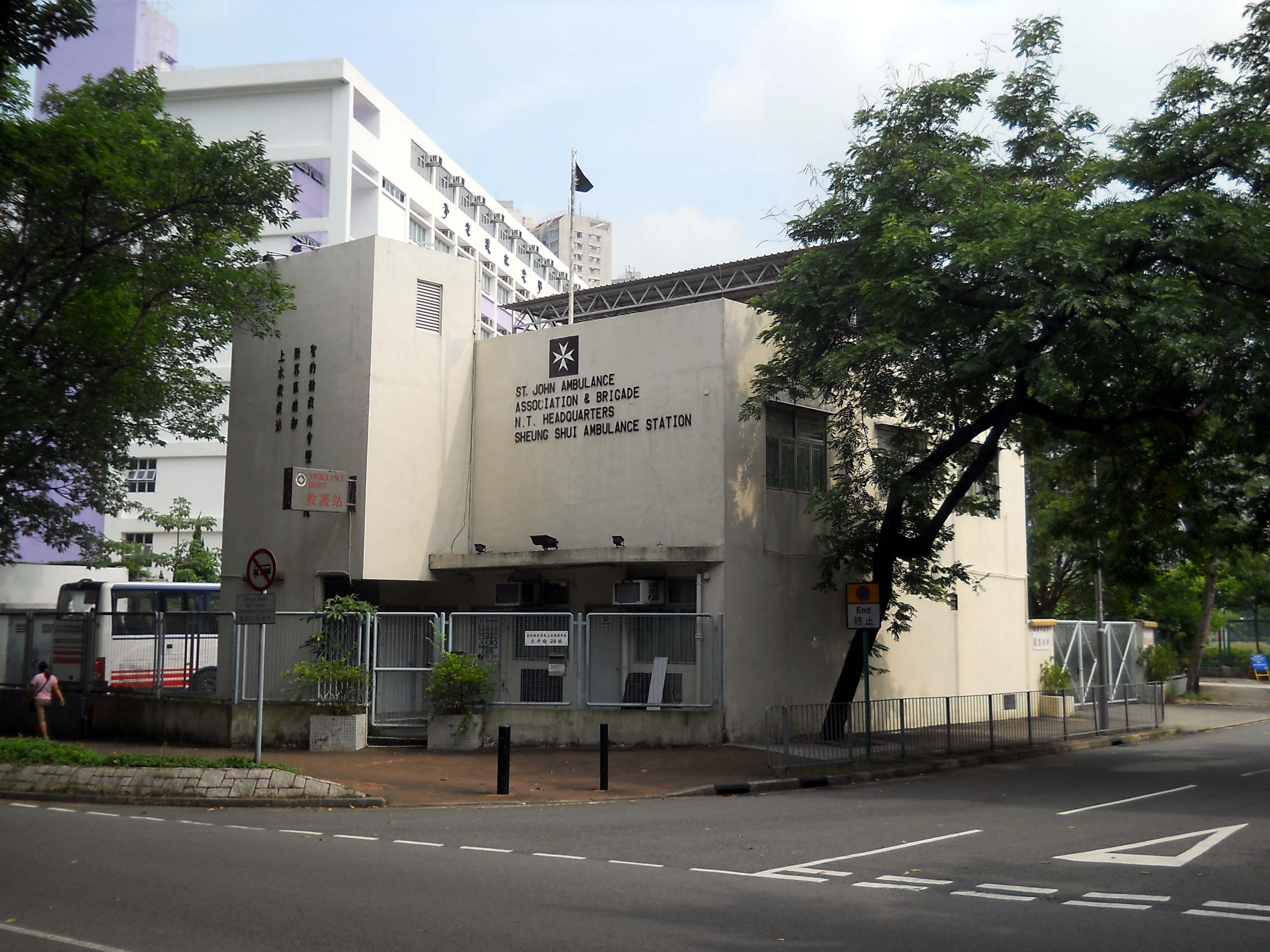
位於上水天平路的救護車站

## 獎章

### 長期服務獎章
長期服務獎章是頒授予服務十年以上（十年以上的有效年資）的聖約翰救傷隊隊員。於每年週年檢閱時，由特區首長或其代表官員頒發。

## 外部連結
- 香港聖約翰救護機構
- 香港聖約翰救傷隊少青團